# 陈国龙
陈国龙（1965年8月—），高等教育管理者，现任福州大学党委书记，福建省第十四届人大常委会委员。

## 教育背景
1983至1992年就读于福州大学，获计算数学学士与硕士学位；2002年获西安交通大学计算机系统结构博士学位，后师从陈火旺院士于国防科学技术大学完成博士后研究。